# 清原淳平
清原 淳平（きよはら じゅんぺい、1932年3月23日 - ）は、東京都出身の社会活動家。本名は北村雅夫（きたむら まさお）。
公益財団法人協和協会代表理事兼専務理事、時代を刷新する会専務理事、新しい憲法をつくる国民会議　会長。

## 経歴

### 大学〜西武時代
1956年、早稲田大学社会科学課程卒業。1958年3月、同大学大学院商学研究科世界経済課程を修了して商学修士。引き続いてその博士課程に進学。西武グループの創業者堤康次郎邸に付属する会長秘書室に勤務した。
堤の秘書を務めていた時期に、吉田茂と岸信介に接する機会を得る。堤は吉田と岸を尊敬していて、月に1回程度、箱根の湯の花プリンスホテルで懇談会を催した。清原は、特に堤から指名され、これにほとんど同行した。

### 執筆活動
睡眠時間3時間ほどの生活が毎日続いたため、肋膜炎と診断され、西武を退職。療養生活を送りながら執筆活動に入る。最初の著書「この教育をどうする　―人間性崩壊への挑戦―」を上梓した1973年当時、3人の子供がみな小学生であったため、学校で子供に影響が及ぶことを心配し、「清原淳平」のペンネームを用いた。以来、一貫してペンネームで活動を続けている。

### 岸信介との関連
1978年11月、岸から呼び出しを受け、岸が1974年に設立した「財団法人協和協会」が、実務執行者に人を得ず、本格活動に入れないでいるので、常務理事兼事務局長になってくれ、と委嘱される。清原は辞退したが、岸から「執行を任せる、私が後ろ盾になる」との言葉を受け、決意して就任する。
1981年、岸に財団法人協和協会の姉妹団体として、学者・技術者・教員など専門家によって構成される団体の設立を請願し、財団法人協和協会とは法人格を異にする「時代を刷新する会」を設立し、岸から執行を命ぜられる。現在、専務理事を務める。
1979年1月、岸から、念願だった憲法改正の運動団体、「自主憲法期成議員同盟」と「新しい憲法をつくる国民会議」の事務局も兼務してくれ、と委嘱される。財団法人協和協会の会員に政・財・官・学の有力者が150人ほど入会し、さらに300人までもってゆきたいので手一杯であることを伝えたが、「君なら出来るよ」とおだてられ、やむなく、この2団体の事務局を引き受けた。

## 著書
- この教育をどうする　―人間性崩壊への挑戦―（1973年12月　第一法規出版)
- 人づくり世直しを考える（1976年10月刊、第一法規出版）
- 憲法改正入門　―第9条の具体的改正案を提示―（1992年月　ブレーン出版）
- なぜ憲法改正か??　―反対・賛成・中間派もまず、読んでみよう！―（2014年5月　善本社）
- 集団的自衛権・安全保障法制　―反対・賛成・中間派も内容がよく分かる！―（2015年12月　善本社）
- 岸信介元総理の志　憲法改正（2015年5月　善本社）

## 寄稿
- 刑法改正草案に対する批判について思う（時の法令 1973年1月3日号）
- 学校経営における人間関係の特殊性（学校経営 1974年3月〜8月号連載 第一法規出版）
- 現在にどう生かす「老子」の思想（今月の寺 9月号[いつ?] 三才ブックス出版）